# 台灣棒球史
棒球運動在臺灣的發展已有百餘年歷史。在日治時期的發展階段（1897年～1945年），棒球具有濃厚的殖民主義色彩；戰後初期（1945年～1960年代）民生困苦，觀賞棒球逐漸發展成庶民生活的一部分；1970年代開始進入三級棒球狂飆時期，有濃厚的民族主義色彩；1980年代以後，成棒開始在國際間揚眉吐氣；1990年代期間，中華職棒開打；2000年以後，臺灣棒球運動也要開始面對新世紀的挑戰。
百年來臺灣棒球邁向多元化發展的歷程，正如同一世紀以來臺灣社會變遷的縮影。2024年，中華成棒隊在世界棒球12強賽最終以4比0擊敗日本隊取得冠軍，不僅中斷了日本隊在國際一級賽事的27連勝紀錄，也是隊史首度奪得國際三大賽（奧運、WBC、12強）冠軍。

## 日治時期的發展（1897年～1945年）

### 台灣棒球運動的興起

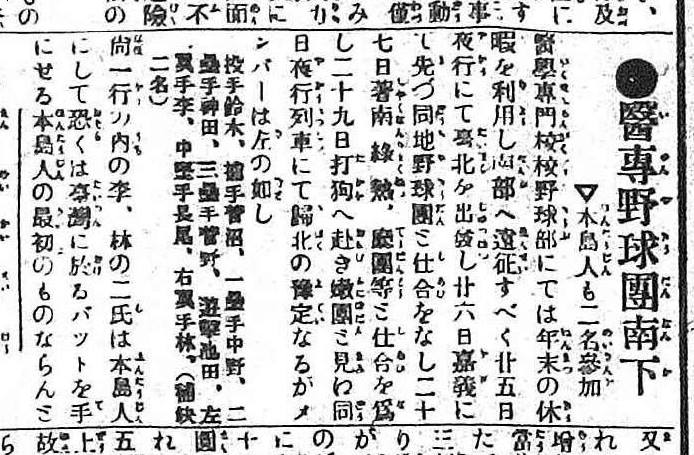
1919年臺灣日日新報「醫學專門學校野球團南下」一文報導有兩名本島人同赴高雄

台灣的棒球運動源自於日本的殖民統治，而日本棒球運動則又受美國影響甚深。1872年（明治五年），一位名為霍雷斯·威爾森的美國人到日本「第一大學區第一番中學校」（2年後改名東京開成學校，為今東京大學的前身之一）擔任英語教師，課餘時便指導學生打棒球，為最早將棒球運動傳入日本者。1894年秋日本人中馬庚首度使用「野球」一詞取代原有的片假名音譯，並用在1895年發表的書名中。巧的是，這年也是日本統治台灣的第一年。中國民族主義者認為棒球運動是皇民化運動的措施之一。
日治初期，社會並不太安定，在台的日本人多從事相撲、劍道等防身的運動。1897年間，已經有駐台銀行職員開始玩起棒球，但只是投球與打擊而已，尚無完整的器材與攻守陣容。1906年3月，位於台北的「台灣總督府國語學校中學部」（次年改名為台灣總督府中學校，即今建國中學）在校長田中敬一的主導下，組成一支棒球隊，成為台灣史上第一支有史料可考的棒球隊。不久，同樣位於台北的「台灣總督府國語學校師範部」（今國立臺北教育大學）也成立另一支棒球隊。當年春天兩支隊伍進行比賽，雙方戰成5比5平手，為台灣史上有正式紀錄的第一場棒球比賽。隨後，台北的成淵學校（今成淵高中）、台北工業學校（今台北科技大學）及台北商業學校（今台北商業大學）等校也陸續組織棒球隊。
繼台北之後，台南成為全台第二個發展棒球運動的地區。1910年，駐台南砲兵部隊與南鯤鯓地區人士各成立一支球隊，當年夏天舉行了台南的第一場棒球賽。到了1914年，台中也開始出現棒球運動，台灣銀行中部支店棒球隊與台中廳棒球隊舉行了當地的第一場棒球賽。
當各地球隊數目及比賽場次逐漸增加後，因缺乏制度所產生紛爭也隨之增多。1914年，出身於早稻田的棒球名將伊勢田剛來台，看到這種現象，便召集當時台北地區的球隊代表開會，成立了「北部棒球協會」並制訂會章，是為全台灣最早的棒球組織。
相較於台灣西部，東部地區的棒球運動發展明顯較晚，直到1917年才有臺東製糖廠員工組成東部第一支球隊「製糖廠隊」。隨後又有當地軍人組成的「守備隊」及台東廳政府員工組成的「台東廳隊」等球隊相繼問世。此後，台灣其他地區也陸續有棒球隊成立的紀錄。

### 初期的對外交流
由於台灣的棒球運動日漸流行起來，日本本土的球隊開始興起一股來台進行友誼比賽的熱潮。1917年底，日本早稻田大學棒球隊率先到訪，共舉行八場比賽，戰績7勝1負。早稻田與台北球隊的比賽，平均每場有數千名觀眾入場，掀起最早的「野球熱高潮」。1918年日本法政大學也受邀來台，共進行六場比賽，戰績5勝1負。隨後的20年代和30年代，陸續有慶應大學、京都帝國大學、立教大學等球隊來台，讓台灣民眾得以欣賞高超的球技，對棒球運動的推廣極有助益。
1920年，一位美國職棒大聯盟球員赫伯·韓特率領由大聯盟板凳球員及小聯盟球員組成的棒球隊來到台灣訪問比賽。第一場就以26比0的懸殊比數大勝台灣聯隊，其後六場比賽也是大獲全勝，讓台灣球迷首次見識到美式強力棒球的威力。

### 能高團棒球隊

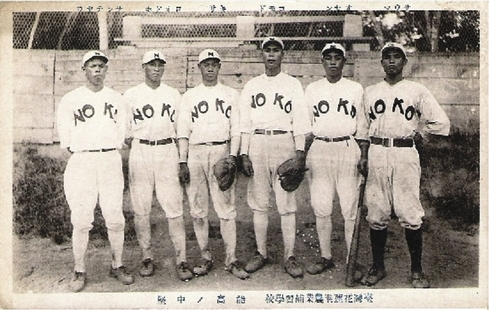
1923年花蓮能高團棒球隊

在棒球傳入台灣的最初十餘年間，雖然發展得很快，但參與的都是來台日本人，人口佔多數的台灣人卻沒有任何參賽紀錄。據《台灣野球史》一書所述，台灣人打棒球的最早文獻記載，是1919年「臺灣總督府醫學專門學校」（今國立台灣大學醫學院）棒球隊的李、林兩位新進球員。
就在台灣本地人陸續觸棒球之際，遠在東部的花蓮正興起一股新的力量。1921年，一位住在花蓮港街（今花蓮市）的棒球愛好者林桂興，召集附近的原住民少年，組成一支「高砂棒球隊」，常與當地的日本人在「花岡山棒球場」舉行比賽，並逐漸打出名氣。
當時承包花蓮港、東部鐵路及臨海道路三項工程的日本旭組、櫻組兩家營造廠董事長梅野清太，找上花蓮港廳長江口良三郎，希望以棒球教化原住民。1923年3月，他們將這批球員帶入新成立的「花蓮港農業補習學校」（今花蓮高農），並以海拔3,262公尺的能高山為標的，將球隊重新取名為「能高團」。
1924年9月，能高團遠征西部。他們分別在基隆、台北、新竹、台中、台南、高雄、屏東與當地球隊比賽。除了台北三場與台南一場落敗外，其餘五場均獲得勝利。遠征西部的每場比賽，都能夠吸引眾多民眾觀戰，其中9月21日首戰台北高商時，現場球迷多達七千名。能高團球員們在投、打、跑各方面屢屢展現出原住民天生特有的爆發力，令觀賞的民眾印象深刻。
由於遠征西部極為成功，官方遂於隔年7月安排能高團赴日巡迴比賽。在長達兩個月的旅行比賽中，能高團分別在東京、橫濱、名古屋、京都、大阪、廣島與當地高校球隊比賽，總戰績為3勝4負1和，雖然不算特別出色，但已足以證明原住民也可以在球場上與日本人平起平坐。
能高團球員優異的體能條件與旺盛的鬥志，引起日本京都平安中學極大的興趣。在球隊返台後不久，便派人前來挖角，並獲得亞仙（後改名稻田照夫）、羅道厚（後改名伊滕次郎）、羅沙威力（後改名伊滕正雄）、紀薩（後改名西村嘉造）四位球員的加盟。1927年與1928年，平安中學兩度打入甲子園大賽，這四位球員均為主力。
其中投手羅厚道畢業後進入法政大學繼續打棒球，後來加入日本職棒，成為第一位打日本職棒的台灣球員。其後又有一位能高團的後補球員葉天送被送到平安中學打球，後來也加入日本職棒。

### 征戰甲子園
日本的全國高等學校野球選手權大會是由朝日新聞社於1915年（大正四年）發起的全國性高校棒球比賽。剛開始是在大阪府、兵庫縣等地舉行，1924年移到新建完成的兵庫縣西宮市甲子園球場，從此「甲子園」成為日本高校野球的代名詞。因為在夏季舉行，所以又稱「夏季甲子園」大會。
台灣從1923年開始選拔代表隊參加第9回全國中等學校優勝野球大會，至1940年的第廿六回為止。其中台北一中於第十五回（1929年）打進準決賽、嘉義農林棒球隊於第十七回（1931年）獲得亞軍是台灣球隊在甲子園最好的成績。除了台北一中（今建國中學）、嘉義農林以外，台北商業、台北工業、嘉義中學（今嘉義高中）也曾代表台灣進軍夏季甲子園。獲得代表權次數為台北一中的5次，台北商業、台北工業、嘉義農林各4次，嘉義中學為3次。
選拔高等學校野球大會是每日新聞社於1924年發起的比賽，因為在春季舉行，所以又稱「春季甲子園」大會。與夏子甲子園不同的是，參賽隊伍是由主辦單位遴選邀請，而非由各地區選拔賽產生。
台灣球隊曾三次獲邀參加春季甲子園大會，包括第七回（1930年）與第十回（1933年）的台北一中、第十二回（1935年）的嘉義農林。

### 天下嘉農

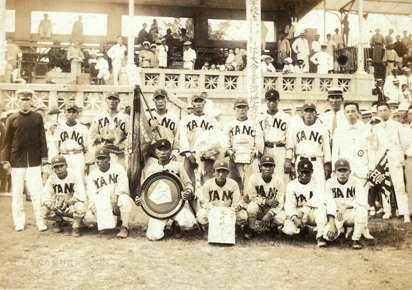
嘉義農林棒球隊於1931年贏得甲子園高校野球大會準優勝（亞軍）

「臺灣總督府嘉義農林學校」創立於1919年4月，二年後改名為「臺南州立嘉義農林學校」，為今日國立嘉義大學的前身。1928年成立棒球隊，初期並無科班出身的教練，成績無過人之處。直到曾任甲子園名校「松山商」棒球部總教練的近藤兵太郎前來擔任教練，才開始展露頭角。
1931年，首次到台北參賽的嘉農棒球隊便奪得全台高校棒球冠軍，取得赴日本參加第十七回夏季甲子園大會的代表權，打破過去十二年由北部地區球隊壟斷，所謂「冠軍錦旗不過濁水溪」的傳統。
嘉農在第17回全國中等學校優勝野球大會的首回戰輪空；8月15日的二回戰中，原本不被看好的嘉農以3比0擊敗神奈川商工；18日的八強戰又以19比7大勝來自北海道的札幌商業，震驚全日本。20日的準決賽裡，嘉農再以10比2大勝來自北九州的小倉工業，成為台灣第一支打進入決賽的球隊。
8月21日的決賽裡，連投四場球的嘉農投手吳明捷雖然強忍著疲憊的身體出戰，磨破皮的手指卻早已經不聽使喚，最後球隊以0比4敗給來自愛知縣的「中京商業」而屈居亞軍，但已博得「天下嘉農」的美譽，也開啟了「嘉農棒球隊」光輝的歲月。
其後，嘉農棒球隊又於1933年、1935年、1936年三度進軍夏季甲子園大會；另外也於1935年進軍春季甲子園大會。
在這段期間，除吳明捷之外，嘉農還培養出許多優秀的棒球好手，包括陳耕元、蘇正生、吳昌征、羅保農及藍明德等人。其中曾於1933年代表嘉農參加夏季甲子園大會的吳昌征，在1937年畢業後加入日本職棒巨人隊，後來又打過阪神隊與每日隊。在日本職棒20年生涯中，吳昌征拿過打擊王、盜壘王、MVP，還投過無安打比賽，享有「人間機關車」的外號，去世後於1995年獲選進入野球殿堂。

## 戰後復原及轉型期（1945年～1960年代）

### 社會組球隊的發展

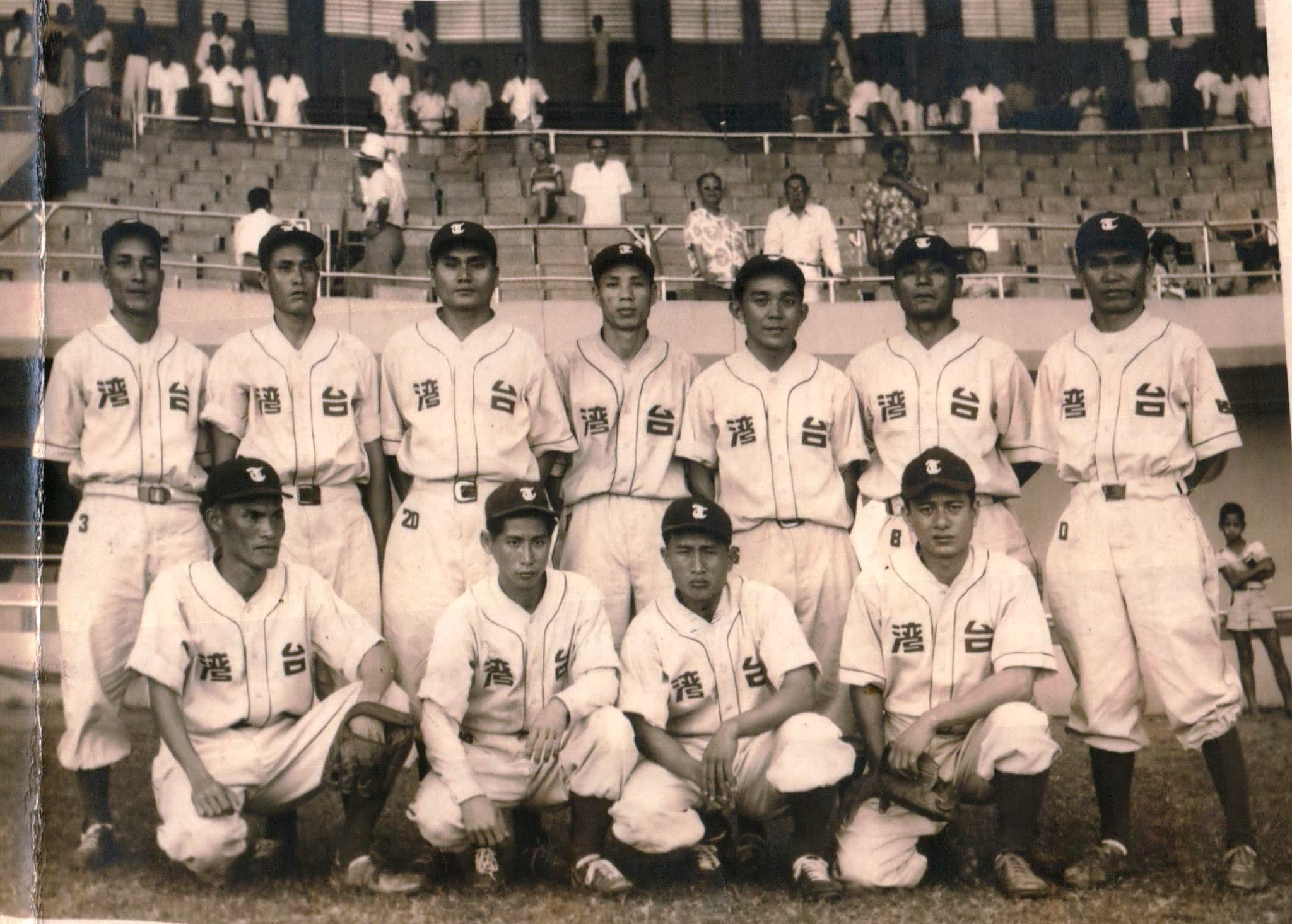
1951年，台灣代表隊嘉義農林棒球隊在菲律賓馬尼拉黎剎球場合影，球隊教練李詩計（後排右一，原合作金庫隊總教練）是嘉農棒球隊的第一代球員、優秀的外野手。球衣簡明繡上「台湾」兩個日文漢字。

從1945年到1960年代之間，棒球運動是非常熱絡的，「呷飽看野球」（台灣話，指「吃飽看棒球」）成了人們生活的一部分。國民政府也依此塑造國族認同。
民聲杯棒球賽是台灣棒球史早期定期舉辦的棒球賽之一，主要是由台中的民聲日報所推動，第一屆於1951年（民國40年）5月22日到27日在台中水源地棒球場（今台中棒球場）開打，共有來自全台各地共21支球隊參賽。此後，固定每年5月舉行，前後共舉辦了二十餘屆。民聲日報除了舉辦超過20年的民聲杯棒球賽之外，1966年（民國55年）也透過關係派人到日本邀請巨人隊到台中集訓，全省各地的球隊也都利用這個機會在場邊觀摩，可以說將台灣棒球帶入另一境地。1967年（民國56年）更請台東紅葉少棒隊到台中比賽，並舉辦大規模的少棒賽，對於1969年的台中金龍少棒隊的組成及奪冠是有些間接影響的。 
在這段時間，除了民聲杯棒球賽外較重要的棒球賽會有：全國運動會、省運棒球賽、台北市市長杯軟式棒球賽、台北市銀行公會棒球賽、全省「華銀金像獎棒球賽」、全省「協會杯」及「金像獎杯」棒球賽、全省「主席杯」棒球賽。
這一時期也有很多棒球隊伍紛紛成立，如：石炭隊、台電隊、合庫棒球隊、糖廠棒球隊、鐵路局棒球隊、台灣省菸酒公賣局棒球隊、大涼隊、天香味寶隊、三軍棒球隊。
所以，這個時期是以各公民營機構組隊參與的業餘棒球運動為主流，球員也都是各機構對棒球有興趣的員工所組成。

### 學生棒球的發展
最早恢復中等學校棒球比賽的是台北。1948年舉辦的第一屆中學棒球賽，分為初中組與高中組，共有13隊參加；隨後各地也陸續舉辦中學棒球比賽。首屆全省中學棒球賽則遲至1950年才舉行，初中組有13隊、高中組有19隊。當時主要的高中球隊有開南商工、高雄中學、南英商工、高雄商職、建國中學，及稍後加入戰局的台東農校等。
在少年棒球方面，台北市與台南市在1948年分別舉行第一屆學童棒球賽；隔年台中市與台東縣也跟進，其他縣市隨後也陸續舉辦學童棒球賽。
當時台北市的棒球運動沿續日治時期的熱潮，擁有最多數目的學童棒球隊。以第一屆學童棒球賽為例，全市25所國校中，除了單收女生的蓬萊國校之外，其餘24所國校都組隊參加。
在1948年舉辦的第一屆全省少年棒球賽中，以東園國校球員為主體旳台北市隊便一舉奪冠。在爾後五屆的賽事中，台北市就包辦了3次冠軍，成績傲視全台。後來升學主義日趨嚴重，首善之區的台北市受害最深，組隊參賽的學校數目逐年減少，到後來只剩個位數。於是，中南部各縣市便趁勢超越。

### 紅葉傳奇

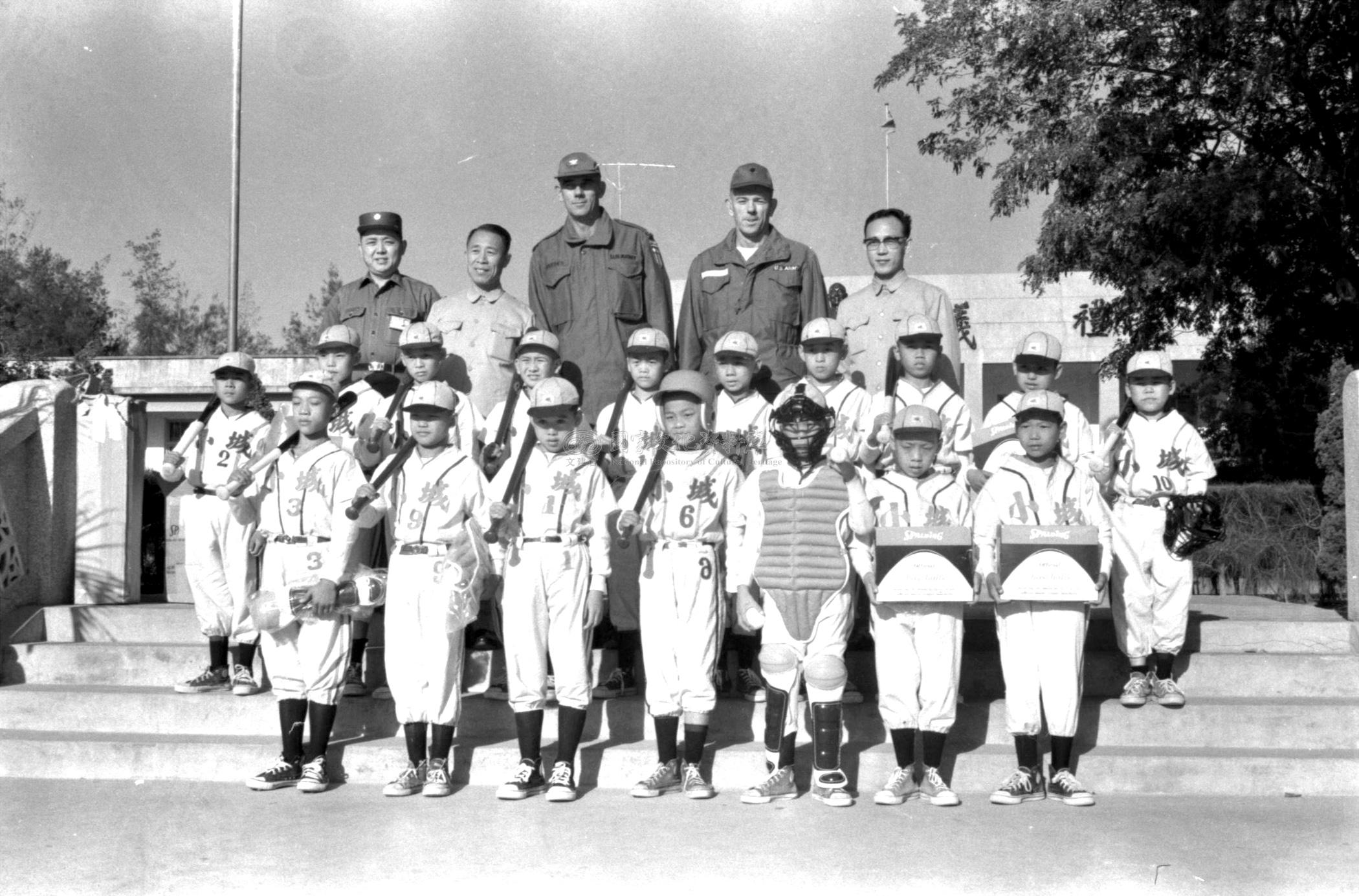
美軍顧問團贈送金門小學棒球器材美軍協防台灣司令部第三處長柯克中校（後排右二），於四日代表駐台美軍顧問團長戚烈拉少將，以棒球器材攜往金門，贈送金門金城國小棒球隊。

紅葉少棒隊是位於台東縣延平鄉的紅葉國小所成立的一支棒球隊。1968年8月25日以7比0的懸殊比數擊敗由日本關西地方選拔出來的「日本少棒明星隊」，促成台灣於次年組成金龍少棒隊進軍美國賓州威廉波特的世界少棒大賽，從而開啟了台灣棒球史上的三級棒球時代。
但該隊於當年6月17日，即遭人檢舉自1967年4月起，多次以超齡學童冒名頂替報名參加少年棒球比賽。1969年，紅葉少棒隊副領隊胡學禮、教練邱慶成、管理曾鎮東因偽造公文書及行使偽造公文書罪，被台東地方法院各判刑一年，緩刑二年，為紅葉少棒隊的歷史留下不名譽的記錄。 
由於紅葉國小位於偏遠山區，學生人數未滿百人，棒球隊實難以成軍。校方為了讓小球員能夠參加比賽，只好找未升學而留在村內協助農務的畢業生繼續打球。犯法行為雖不足取，但其動機是為了參與運動與爭取榮譽；同時由於紅葉隊的良好表現，使台灣掀起少年棒球的熱潮，在當時普遍獲得各界同情。

## 三級棒球狂飆時期（1970年代）

### 金龍揚威
就在紅葉少棒隊首次擊敗關西地方選拔出來的日本少棒明星隊的前一天，同樣出自關西地區，但只是一支地方性球隊的和歌山少棒隊剛剛獲得在美國賓州威廉波特舉行的世界少棒大賽冠軍。這項消息大大地鼓舞了台灣棒球界。1969年4月，中華全國棒球委員會決定7月下旬選派一支中華少年棒球明星隊，以參加世界少棒大賽的太平洋區聯盟代表權賽。
6月8日，中華全國棒球委員會選出正選14名球員，其中嘉義大同佔4名，台南立人佔2名，台南玉井、台北老松、嘉義博愛、台中大同、台中忠孝、台南永福、臺東新生、台東紅葉等隊各佔1名。
7月26日至28日，太平洋區代表權賽在日本東京舉行。中華少棒代表隊先以16比0擊敗關島代表隊，再以3A比0擊敗日本代表隊（西東京隊），奪得參加世界少棒大賽的代表權。
由於中華全國棒球委員會是第一次派隊參與美國少年棒球聯盟（俗稱世界少棒聯盟）主辦的比賽，並不清楚該聯盟會章規定：凡參加世界大賽與各區代表權賽的球隊，不能每一個球員都是該地區或各國的明星球員。主辦太平洋區代表權賽的日本少年棒球聯盟，向中華隊領隊謝國城說明原委，並建議改名為地方性球隊。由於中華少棒代表隊集訓時全部球員的學籍都已寄讀在台中市忠孝國民小學，因此正式改名為「中華民國台中金龍隊」。
8月20日至22日，第23屆世界少棒大賽在美國賓州威廉波特舉行。台中金龍少棒隊首戰加拿大代表隊以5比0獲勝，第二場以4A比3勝美北隊，決賽則以5A比0大勝美西隊，勇奪冠軍。
該項比賽原本教育性重於競賽性，然而對台灣而言，卻是有史以來第一個「世界冠軍」，不僅台灣棒壇受到鼓舞，對於受外在國際局勢不利影響下的中華民國（台灣）民心士氣，也產生莫大的激勵作用－－原來，要打敗日本、美國不是不可能的！
這批球員後來集體進入台北華興中學就讀，繼續打青少棒、青棒。其中擔任第二投手的郭源治畢業後打過輔仁大學、陸軍棒球隊，1981年加入日本職棒中日龍隊，是日本職棒史上達成「百勝百救援」紀錄的第五人。

### 七虎夢碎
1970年，棒球協會為避免全國明星隊落人口實，將全台分為北、中、南、東四個地區，各地區選派明星隊參與全國選拔賽，獲勝的球隊代表國家出國比賽。
在競爭最激烈的南部地區七縣市選拔賽中，嘉義縣聯隊勇奪冠軍，南部地區明星隊便以「嘉義七虎」為名。隊員除嘉義縣垂楊、大同、宣信、崇文等國小的球員外，尚有來自台南市立人、進學、永福，高雄市旗津及高雄縣旗山等國小的優秀選手。
在全國選拔賽中，擁有林華韋、盧瑞圖、蘇豐原等球員的七虎少棒隊擊敗擁有楊清瓏、江仲豪等球員的金龍少棒隊（第二代），獲得全國少棒賽冠軍。同年7月下旬，七虎隊參加遠東少棒錦標賽，擊敗菲律賓、日本而獲得遠東區代表權，再次進軍威廉波特的世界少棒大賽。在8月的世界少棒賽中，七虎隊不幸在第一場比賽敗給尼加拉瓜隊而與冠軍絕緣，最後只得到第5名。
七虎少棒隊未獲世界冠軍而無法進入台北華興中學，後來被屏東美和中學吸收，自此開啟青少棒乃至青棒「南美和、北華興」的長期對抗局面。

### 巨人榮光
1971年，棒球協會將全國地區代表隊由四隊增為八隊，其中北、中、南三個地區各有兩隊，東部地區及金門各一隊，各地區的代表隊仍以明星隊方式選拔。
實力最強的南部地區七縣市選拔賽由台南市獲勝，組成以「台南巨人」為名的南部地區第一明星隊，陣中擁有許金木、涂忠男、李居明、徐生明、葉志仙等球員。在全國選拔賽中，巨人隊擊敗台中金龍隊（第三代）獲得冠軍，並取得國家代表權。
1971年的遠東區少棒賽首次在台灣舉行，巨人隊台北市棒球場連勝菲律賓、日本兩隊，取得世界少棒大賽的遠東區代表權。
8月24日至28日，第25屆世界少棒大賽在美國賓州威廉波特舉行。台南巨人少棒隊首戰代表拉丁美洲區的波多黎各球隊時以7比0獲勝，第二場再以11比0大勝代表美西區的夏威夷球隊。決賽的對手是代表美北區的印地安納州蓋瑞城隊，陣中有一位投打俱佳的洛伊德·麥克林登，曾在美北區的十二場選拔賽中，投出過無安打比賽，更揮出六支全壘打。
巨人隊投手許金木在一局下美北隊兩人上壘的情況下，刻意投出大壞球給麥克林登，沒想到卻被他打出一支全壘打，因而陷入苦戰。在接下的各局裡，只要麥克林登一上場，巨人隊捕手就「遠離」本壘板，讓許金木投超級安全的四壞球保送，以免不小心又被他打出全壘打。結果這樣的戰術引起現場美國籍觀眾的不滿，紛紛報以噓聲。而在進攻方面，巨人隊苦苦追趕，六局結束時以3比3和對手打平，才得以進入延長賽。
到了九局上，美北隊的捕手再也無法接住麥克林登強勁的快速球，頻頻出現四壞球保送，即使連換捕手也依然無法扼止，使得巨人隊連連得分。在極度失望下，少年麥克林登當場嚎啕大哭而無法再投。美北隊換上來的投手遠遠不如麥克林登，完全壓不住巨人隊的打擊火力。終場巨人隊以12比3大勝，為台灣奪回失去一年的世界冠軍。

### 三冠王的年代
其後台灣長期稱霸世界少棒大賽，從1969年到1996年為止，台灣的少棒隊扣除1975年美國少棒聯盟「閉關自玩」之外，總共拿到17次冠軍頭銜。
1972年，金龍少棒隊那一批同期的球員已升上國中三年級，棒球協會趁此熱度，申請參加在美國印第安納州蓋瑞城舉辦的世界青少棒大賽。第一支代表國家參賽的隊伍是屏東縣美和中學球員為主體，並網羅南部七縣市好手組成的「美和中學青少棒隊」。他們除了首場險勝美東區代表隊外，其餘三場都以極大比數獲勝，順利拿到冠軍。
第二年換由台北華興中學取得代表權，同樣獲得冠軍。此後一直到1996年最後一屆參加世界少棒聯盟的世界青少棒大賽為止，廿五屆當中，台灣總共獲得17次冠軍，其中前九年更是連續奪冠。
在青棒方面，棒球協會於1974年開始選派代表隊參加在美國佛羅里達州羅德岱堡舉行的世界青棒大賽。當時的代表隊是由全國選拔出來的明星隊，首次參賽即獲得冠軍。那一年剛好台灣的少棒、青少棒也都獲得世界少棒聯盟所辦世界大賽的冠軍，達成史無前例的「三冠王」。
此後每年的青棒代表隊也是贏多輸少，至1996年為止，廿三屆當中，台灣總共獲得17次冠軍，其中包括兩度連續五年奪冠。
至於三冠王的頭銜，除了1974年外，1977年、1978年、1988年、1990年及1991年也都獲得同樣的戰果。不過台灣三級棒球向來以學校作為組隊單位，與美國少年棒球聯盟的規定不符，因而倍受質疑。自1997年起，台灣便不再參加該聯盟所主辦的各項賽事。

### 狂飆下的省思
1970年代是台灣經濟起飛的時代，也是台灣三級棒球狂飆，整個社會陷入棒球民族主義狂熱的年代。1971年10月中華民國退出聯合國以後，台灣的國際處境日益艱難，唯有透過這些少年們的球棒，才能找回國家與民族自信心。因此，每一位棒球選手，都被媒體以「棒打洋人」的「民族英雄」視之。
然而，為了爭奪「三冠王」的耀眼光環，各級球隊不免使出渾身解數，卻也產生不少光怪陸離的現象。
其一是「挖角」歪風盛行，而且挖角後優秀球員過度集中，使得少數實力超強的球隊動輒痛宰對手，失去競賽本質；其二是「合法超齡」狀況頻生，因而出現「小時了了大必未佳」的現象；其三是「後援會」過度干涉球隊運作，甚至有與學校分庭抗禮，鬧出「雙包」球隊的怪現象；其四是賭風興起，使得球場暴力事件頻傳。
於是一些「正派經營」的學校紛紛解散球隊，這也是造成1980年代基層球隊數目急速衰減的原因之一。
就這一時期的台灣三級棒運而言，無疑是瘋狂的、畸形的，它不只是單純的運動而已，而是一種社會現象，一種民族情感的宣洩。但不可否認的是，在三級棒球一路培養下，造就了許多優秀的選手，打下後來台灣成棒能在世界舞台與人一爭長短的紮實基礎。

## 業餘成棒主導時期（1980年代）

### 1980年代以前的成棒
中華成棒隊自1954年亞洲棒球錦標賽（簡稱亞錦賽）開賽後，便始終未曾在這項比賽中缺席。至1975年的第十一屆亞錦賽為止，僅獲得2次亞軍、6次季軍，成績遠遜於7冠4亞的日本隊與3冠5亞2季的韓國隊。
在全球性的世界棒球錦標賽（後改名為世界盃棒球賽）方面，中華隊從1972年的第二十屆開始參賽，至1976年的第二十四屆為止，參加的四屆比賽中，最佳名次僅為1973年第二十二屆的第5名，成績不算理想。而在另一項全球性的洲際盃棒球賽方面，中華隊從1973年的首屆便開始參賽，1977年又參加第三屆比賽，兩次均獲得第7名，也無足以倣人之處。
從1976年開始，台灣的棒球生態起了重大的變化。第一代金龍少棒隊球員已經高中畢業，並依照教育部的政策以「體育保送生」身份進入大學就讀，為大專棒球界注入新的活力。這一年參加世錦賽的國家成棒代表隊20位成員中，就有高達11位是大專學生，打破以往國家代表隊主要由企業球隊成員組成的慣例。而且值得注意的是，這些學生球員多半是三級棒球出身，擁有紮實的技術根基，只是年紀還輕，實力尚未能充分發揮而已。
1970年代末期，由於會籍問題，中華隊不僅無法參加世錦賽、洲際盃，連亞錦賽也受到波及而停賽。在這段期間內，台灣的成棒界失去國際賽的舞台，可說是最灰暗的年代。

### 成棒重返世界舞台
經過長期的努力後，根据《洛桑協議》，會籍問題終於在1980年代初期獲得解決，中華隊改開始以中華台北名義參與重要國際賽事。
1982年9月的第二十七屆世錦賽，是中華成棒隊重返國際舞台的第一場比賽。為了打響這重要的第一炮，中華民國棒球協會理事長嚴孝章推動了一套極為嚴謹的選拔制度與賽前集訓。比賽結果不負眾望，以6勝3敗的總成績獲得參賽史上最佳的第4名，僅次於傳統棒球強國韓國、日本與美國。
1983年7月的第六屆洲際盃，中華成棒隊在複賽中以13比1大勝超級強隊古巴，震驚世界棒壇。雖然在準決賽以1比2不敵美國隊而屆居季軍，卻已是參加該項賽事以來的最佳成績。

### 第一個亞洲冠軍
同年9月的第十二屆亞錦賽，也是1984年洛杉磯奧運會亞洲區代表權的爭奪戰。雖然韓國隊已於前一年的第廿七屆世錦賽獲得冠軍，自動取得奧運參賽權，但為了爭奪亞錦賽停賽多年後的「亞洲第一」榮譽，依然派出「國寶」宣銅烈領軍的豪華陣容。
結果中華隊在最後一場打到延長賽的第十一局，才以3比2辛苦擊敗韓國隊。由於兩個循環賽合計中、日、韓三隊同為5勝2負，依大會規定並列為冠軍。休息三十分鐘以後，中華隊立即迎戰以逸待勞的日本隊，以決定奧運代表權。前一場已經投了八局的名投手郭泰源，再度上場擔任先發。
這場比賽雙方演出精彩的投手戰，互相壓制對方的打擊群。到了第九局下半，曾在第二循環漏接關鍵的一球而使得日本隊輸給中華隊的一壘手趙士強，揮出左外野的「再見全壘打」，使中華隊以1比0擊敗日本隊。在這屆比賽裡，中華成棒隊不僅拿到第一個亞洲冠軍，也順利贏得第一個奧運參賽權，可說是有史以來最大的成就。

### 進軍洛杉磯奧運
1984年洛杉磯奧運的棒球賽雖然只是表演賽，與會各隊仍然全力以赴。由於古巴參與蘇聯領導的抵制行動，先前爭奪亞洲區代表權落敗的日本隊幸運地以遞補身份得以參賽。
中華隊派出擁有郭泰源、莊勝雄、江泰權、趙士強、李居明等名將的當時最佳陣容，在分組賽先以1比2輸美國隊，再分別大勝義大利與多明尼加兩隊，以分組第2名的成績晉級。
中華隊在準決賽碰上日本隊，正規賽打成1比1平手，延長第十局才被日本隊拿下一分而落敗。銅牌戰中華隊面對韓國隊，雙方投手演出精彩，鏖戰了十四局，才由中華隊以3比0獲勝。

### 名列世界五強
1984年10月的世錦賽在古巴舉行。中華隊先在分組預賽以2勝3負的成績晉級八強，再以5勝2負的成績勇奪史上最佳的亞軍。更值得一提的是，中華隊竟然在古巴自家門口，再度以7比4擊敗這支超級強隊，大出地主球迷意料之外。
隨後在1986年及1988年的世錦賽，中華隊兩度獲得季軍。而在洲際盃方面，中華隊於1985年、1987年兩度獲得第4名，1989年獲得第5名。由於戰績十分優異而穩定，因而與古巴、美國、日本、韓國共列為世界業餘棒壇五強之一。

### 選手外流
中華成棒代表隊雖然在國際賽屢創佳績，但成棒球員的出路並不理想。服完兵役的球員只能到合庫、中油、台電等公營事業的球隊，雖然福利好、工作穩定，但薪水不高，而且昇遷還得要考試，更是讓球員們困擾。因此出國打職棒，成為許多球員奮鬥的目標。
其實台灣在日治時期即有羅道厚、薛永順、吳昌征、葉天送、吳新享等球員加入日本職棒。戰後受限於服兵役及大環境問題，棒球選手旅外發展停頓了三十餘年。
1974年，曾於第二十屆（1972年）世界棒球錦標賽獲得三振王及最佳投手獎的名投手譚信民從空軍退役後，與日本職棒太平洋俱樂部獅隊（西武獅隊前身）簽約，以「研究生」身份被送到美國職棒小聯盟球隊受訓比賽，成為台灣棒球史上第一位在美國職棒出賽的選手。
1980年代起，三級棒球出身的球員已然成年，挾著顯赫的戰績，成為美、日職棒球探追逐的目標。其中名投手李宗源因故免服兵役，得以在1979年率先以練習生的身分加入羅德獵戶星隊二軍，成為戰後第一位打日本職棒的球員，也是三級棒球出身的第一位旅外球員。
自此之後，進軍日本職棒的球員有如過江之鯽，包括高英傑、李來發（皆南海鷹隊）、郭源治（中日龍隊）、郭泰源（西武獅隊）、莊勝雄（羅德獵戶星隊）、呂明賜（讀賣巨人隊）、陳義信（中日龍隊）、郭建成（養樂多燕子隊）等名將。而打日本業餘成棒的球員就更多了，其中最知名的有劉秋農、林華韋、黃廣琪、林仲秋、趙士強、林易增、陽介仁、黃平洋、康明杉等。比較特殊的是徐生明，他選擇到韓國打業餘成棒。
其中郭源治效力中日龍隊16個球季，獲得106勝106敗116救援成功，是日本職棒史上達成「百勝百救援」紀錄的第五人。郭泰源在西武獅隊12個球季，留下117勝68敗18救援成功的佳績，還曾經獲選1991年太平洋聯盟年度MVP，並蟬聯1991與1992年投手金手套獎，被稱為締造「西武王朝」的「台灣英雄」。莊勝雄在羅德隊（一軍）11個球季，拿下70勝83敗33次救援成功，曾入選明星賽，並在1986年創下連續10場救援點的太平洋聯盟記錄。三位球員的優異表現，被台灣球迷合稱為「二郭一莊」。

## 職業化時期（1990年代）

### 成立職棒
1990年3月17日，在兄弟飯店董事長洪騰勝的主導下，成立了「中華職業棒球聯盟」，使得中華民國繼日本、韓國之後，成為亞洲第三個正式成立職業棒球運動的國家。台灣的棒球運動自此進入另一個全新的多元發展階段。
第一場職業棒球比賽在台北市立棒球場開打，由兄弟象隊出戰統一獅隊，結果獅隊擊敗象隊獲得台灣職棒史上第一勝，統一獅投手杜福明是第一位勝投的投手，當天另一場比賽，三商虎隊投手涂鴻欽擊敗味全龍隊並成為第一位寫下完封勝的投手。
中華職棒開打後的數年間，台灣的棒球運動呈現出一番欣欣向榮的景象。球員的待遇提高，在生活無慮之下，有更強的意願在球場上拼鬥，比賽因而更為精彩。而大批球迷湧進球場觀戰，新聞媒體也大幅報導，使得球員的社會地位提升，儼然成為青年朋友崇拜的對像，從而掀起一片前所未有的棒球熱潮。

### 奧運銀牌
1992年巴塞隆納奧運會中，棒球第一次被列為正式比賽項目。在頂尖好手紛紛加入中華職棒聯盟的狀況下，該屆的中華成棒隊可說是重返國際棒壇十年來最弱的一支國家代表隊。然而在將士用命之下，戰績卻是最為煇煌。
中華隊在預賽以5勝2負的成績獲得晉級。準決賽對上日本時，以5比5獲勝，拿到史上第一次奧運決賽權。決賽雖以11比1慘敗給如日中天的古巴隊，但仍獲得銀牌。這是繼「亞洲鐵人」楊傳廣在1960年羅馬奧運會獲得十項運動銀牌後，中華民國再次拿到的一面銀牌。

### 職棒醜聞
1996年6月，中華職棒開始傳出有球員涉嫌簽賭及打假球的情事，其後又發生5名職棒球員被黑道份子挾持質問事件，風暴逐漸擴大，檢調單位也開始進行調查。1997年1月起，陸續有涉案球員遭到收押。5月22日，台北地檢署正式以詐欺、背信及賭博等罪嫌，起訴13名球員，隨後又有多名球員及職員遭到起訴。9月10日，台北地方法院宣判，起訴到案的36人中，34人被判有罪。 
雖然遭判刑者均提起上訴，但對職棒大環境的傷害已經造成。1998年9月15日，涉案球員最多，也受創最深的時報鷹宣布解散。
在這段期間，許多球迷認為受到欺騙，紛紛遠離球場，造成比賽觀眾人數銳減，各球團財務狀況也因而出現危機。其間雖有新的職棒組織台灣大聯盟的成立，但只能造成短暫的熱潮。在整體市場不昇反降的情況下，兩聯盟只能陷入惡性競爭，不僅球隊經營困難，更嚴重影響到棒球生態的正常發展，使得台灣職棒進入前所未有的黑暗期。
由於不堪長期虧損，1999年11月8日，三商虎隊宣布解散。
因接手味全的頂新集團魏應行想要解散三年霸的味全龍，球迷在12月12日發起「棒球迷大遊行」，在中正紀念堂表演行動劇、呼口號，並在下午二時出發前往立法院及監察院向立法院長王金平及行政院長蕭萬長遞交「呼籲政府出面挽救職棒公開信」。當時部分的味全龍球員甚至自願減薪四成以保住球隊，龍球還更發起抵制味全。不過隔日，12月13日，魏應行依舊堅持解散。

### 國際賽開放職業球員
1996年9月21日，國際棒總為了因應當時國際奧會主席薩瑪蘭奇的壓力：「希望在奧運看到頂尖的球員參賽」，於瑞士洛桑開會，以56票贊成，7票反對，2票棄權的絕對優勢，同意開放職業棒球員參與國際賽事。
此一變化對國際棒壇生態有如投下一顆震撼彈，而其中受影響最大的，就是古巴隊。以往古巴是靠著接受高度職業化訓練的球員打業餘棒球，所以能輕鬆擊敗美國、日本、韓國的業餘球員，因而稱霸國際棒壇。一旦美、日、韓派出職業球員，硬碰硬之下就討不到便宜了。
而中華隊雖然也可以派出職業球員，但畢竟職棒成立時間太短，平均實力遠不如美、日、韓，還不如業餘對業餘來得好打。不巧又剛剛遭逢球員簽賭事件的打擊，遇此變化，真可謂雪上加霜。

## 新世紀的挑戰（2000年代）

### 挑戰大聯盟

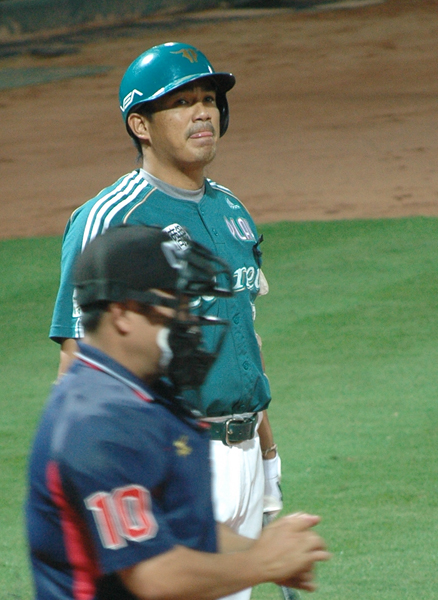
陳金鋒是首位成功在美國職棒大聯盟出賽的台灣球員，攝於2007年9月7日。

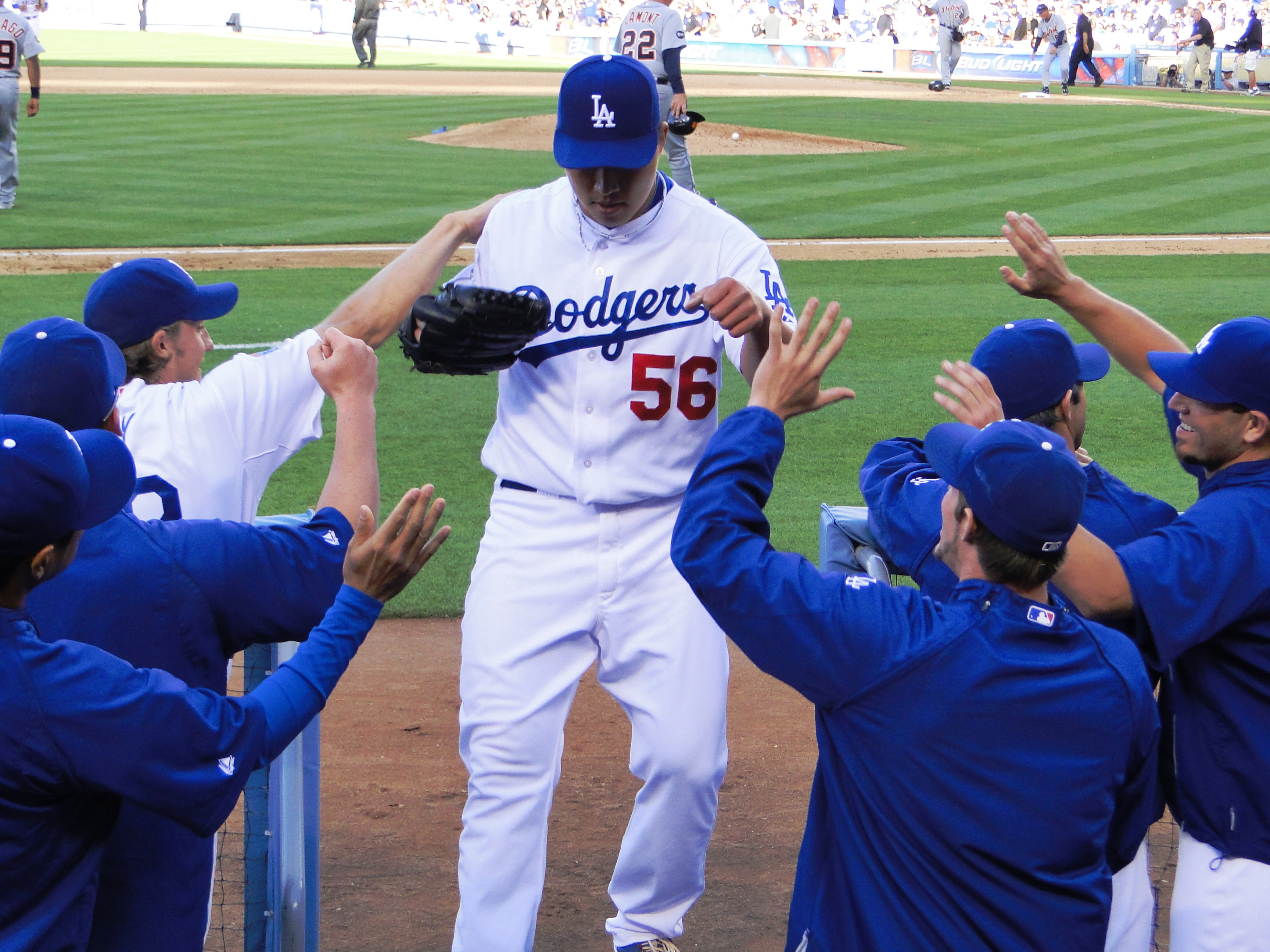
郭泓志2005年9月2日在美國職棒大聯盟首度登板，也是台灣第四位登上美國職棒大聯盟的棒球選手，也是第一位在大聯盟擊出全壘打的台灣選手及第一位入選大聯盟明星賽的台灣選手。

美國職棒大聯盟的規模與薪資雖然舉世無匹，但自從1974年譚信民以日本職棒研究生身份前往打過短暫的小聯盟比賽後，便始終沒有台灣球員問津；相形之下，前往日、韓打球者卻絡繹不絕。究其原因，除了地緣因素、文化隔閡、兵役問題外，美國職棒多達四級以上的小聯盟系統往往令人望之卻步，但仍有不少球員嘗試加入。
1999年1月，陳金鋒以野手身分加盟美國職棒洛杉磯道奇隊。先是在小聯盟高階1A級的聖伯納迪諾奔馬隊歷練，2000年晉升到2A級的聖安東尼奧教會隊，2001年先降回1A級的維洛海灘道奇隊，再升回2A級的傑克森威爾太陽隊，2002年晉升到3A級的拉斯維加斯51區隊。
2002年9月14日，陳金鋒終於代表大聯盟洛杉磯道奇隊上場比賽，成為台灣首位登上大聯盟的球員，但後來並無特別傑出的表現，只能在大聯盟與3A級球隊之間浮沈。
接著曹錦輝、王建民、郭泓志、胡金龍、倪福德也紛紛在大聯盟現身。

### 主辦世界盃
2001年11月，第三十四屆世界盃棒球賽在台北天母棒球場開打，是台灣首次主辦的世界性棒球比賽。在分組預賽中，中華隊獲得6勝1負的佳績，以分組第一晉級。中華隊接著在八強賽以2比1擊敗荷蘭隊，但卻在四強戰以1比4敗給美國隊，最後3比0擊敗日本隊，在自家球場贏得季軍。
這屆比賽本地球迷的反應熱烈，分組預賽曾在澄清湖棒球場出現單場二萬三千名觀眾的紀錄，顯現台灣人民對棒球信心已稍有回昇。而原本默默無名的投手張誌家，在這次比賽裡連勝日、韓兩支強敵，一炮而紅，成為民眾的偶像。
在世界盃棒球賽的帶動下，獲選較多國手的中華職棒票房呈現復甦的景象，而台灣大聯盟則下滑很多，兩聯盟之間的勝負趨於明顯。經由體委會及球壇人士的協調，2003年1月13日在陳水扁總統的見證下，兩聯盟八隊合併成為單一聯盟六隊，並定名為「中華職棒大聯盟」。

### 重返奧運
2003年10月底，第廿二屆亞錦賽在日本北海道札幌舉行，由兼具雅典奧運會棒球項目會外賽的功能，因此備受矚目。而中華成棒隊已連續兩屆無緣參加奧運會，更是有輸不起的壓力。
中華隊首戰就面對關鍵對手韓國隊，在苦戰十局後，以5比4獲勝。雖然第二天以0比9慘敗給名投手松坂大輔領軍，擁有松井稼頭央、城島健司、福留孝介等名將的日本隊，但因為韓國隊在最後一天也敗給日本隊，所以中華隊獲得亞軍，並且取得雅典奧運會代表權，重返睽違12年之久的奧運殿堂。
不過欣喜之餘，也令人驚覺中華隊與日本隊之間，委實存在著難以跨越的實力差距。
2004年8月的雅典奧運會棒球比賽項目，原本各方預期古巴、日本、加拿大為前三強隊伍，中華隊則與澳洲、荷蘭爭奪剩下一席的四強空位。
中華隊後以4比5輸給義大利，儘管贏了澳洲和荷蘭，仍然以總成績3勝4負，在八個參賽隊伍中排第5名，無緣參加複賽。

### 王建民旋風

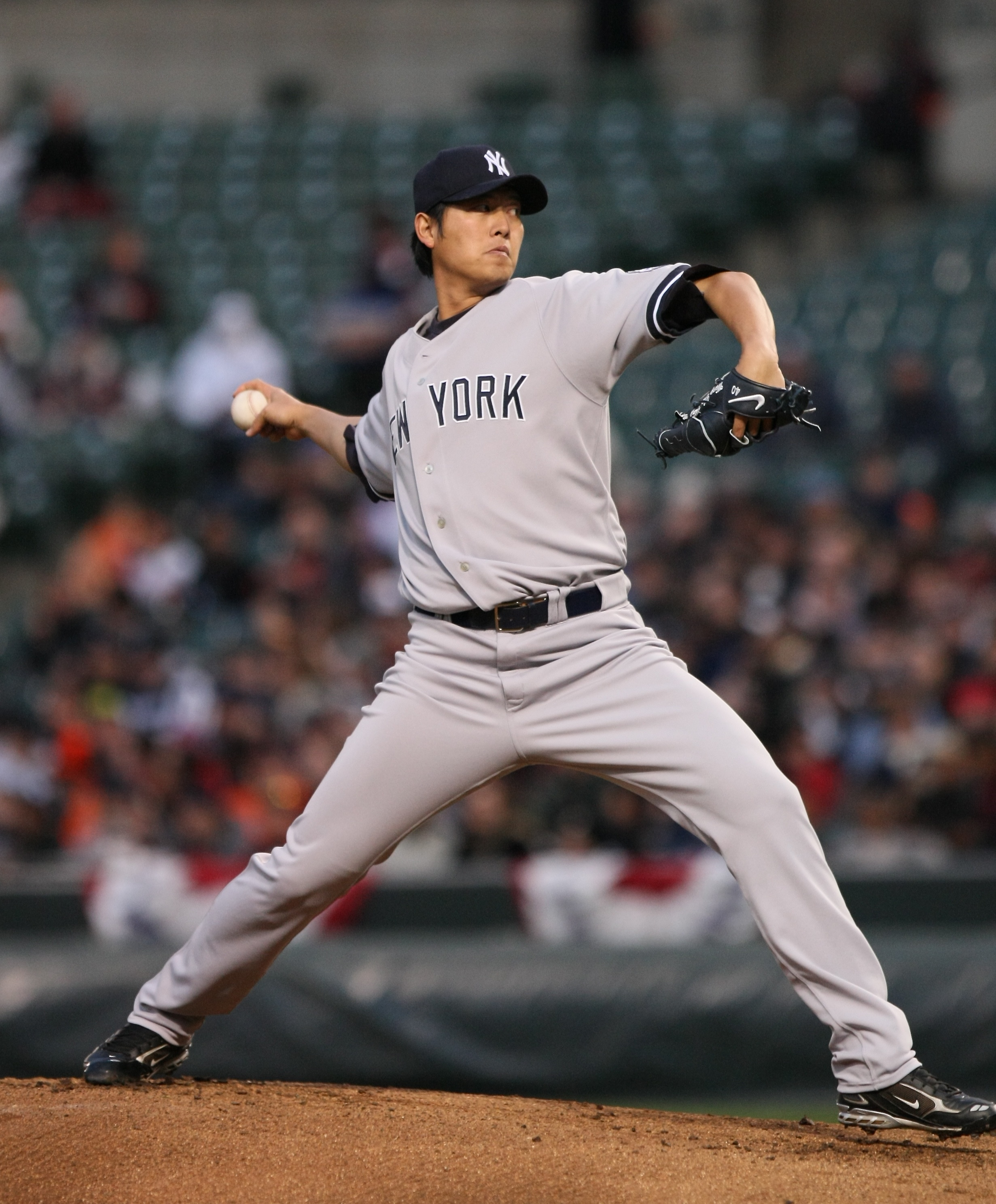
成為美國職棒大聯盟紐約洋基隊固定先發投手的台灣旅美投手王建民，王建民同時也是首位在美國職棒大聯盟獲得勝投王的亞洲球員，攝於2009年4月8日晚間7時15分。

王建民出身於台南市崇學國小、建興國中、中華中學、台北體育學院等棒球名校，身高超過190公分，職司投手。2000年，王建民在「大揚盃」四國五強成棒邀請賽與甲組成棒春季聯賽中表現優異，並投出151公里的球速，受到各國球探的注意。同年5月，王建民與紐約洋基隊簽下協議約，以201萬美元簽約金，交換學生的身份加入紐約洋基球團的小聯盟系統。
隨後王建民從小聯盟的短期1A球隊出發；2003年開始，王建民首度獲邀參加大聯盟春訓熱身賽，並且升上2A球隊；2004年季中升上3A球隊。其間曾多次接受中華隊徵召，分別參加2002年10月的 南韓釜山亞運、2003年11月的日本札幌亞洲棒球錦標賽、2004年的 雅典奧運。
在小聯盟奮鬥5年後，終於在2005年4月30日登上大聯盟面對多倫多藍鳥隊，成為第三位登上大聯盟，也是第一位代表洋基大聯盟球隊出賽的台灣棒球選手。總結2005年大聯盟球季例行賽，王建民獲得8勝5敗的成績，表現平穩。
2006年大聯盟球季例行賽，王建民獲得19勝6敗1救援成功的絕佳成績，與明尼蘇達雙城隊的友漢·桑塔那並列為該年度的勝投王，也是大聯盟第一位亞洲籍勝投王。10月3日的季後賽首輪（美國聯盟分區賽），王建民在洋基隊主場迎戰來訪的底特律老虎隊拿下勝投，成為大聯盟史上第一位在季後賽獲得勝投的亞洲投手。11月17日，獲得美國職棒美國聯盟投手獎項「賽揚獎」票選得分第2名。
由於王建民在大聯盟的優異表現，加上新聞媒體的推波助瀾，激起全台灣球迷對美國職棒的熱情。許多球迷們不僅透過衛星轉播觀看王建民出賽，也密切注意他的生活起居，掀起一陣「王建民旋風」。

### 職棒簽賭風波
2005年7月25日，La New熊隊新秀捕手陳昭穎於比賽結束後遭檢方拘提，簽賭疑雲再度浮現，多數球迷強烈的失望情緒再度出現。共有6名球員與1名教練於偵訊後被收押或交保候傳，隨後都被所屬球團開除，永不錄用。偵辦過程中，又爆發承辦檢察官被查出涉有貪瀆、索賄等不法情事，案情複雜。
由於當時「王建民旋風」正開始發燒中，對台灣職棒環境失望的球迷紛紛轉而關切洋基隊在大聯盟的賽事，使得中華職棒的票房在2006年球季又呈現大幅衰退，前景再度蒙上陰影。
2007年8月23日，中信鯨隊球員曾漢州、紀俊麟、王宜民、許人介、蘇哲毅遭到台南地檢署約談，訊後5人分別被責付及飭回。8月25日，中信鯨隊宣布與曾漢州、紀俊麟解除合約，被供出涉案的鄭昌明、陳健偉、黃貴裕則遭球團無限期禁賽，後來也相繼被解約。中信鯨隊因簽賭事件最終在2008年11月解散，中華職棒大聯盟又回到最初僅有四隊的規模。
2008年2月，源自台灣大聯盟系統的誠泰COBRAS經營權轉手，易名米迪亞暴龍，同年10月即傳出米迪亞高層涉嫌放水事件。10月9日，米迪亞遭中華職棒停權，該球季剩餘的季賽也被取消。10月23日，中華職棒聯盟宣布將米迪亞除名，未來即便球隊轉賣，也不得再加入中華職棒。
在職棒大環境面臨嚴重考驗的情況下，僅能依靠個別球團的零星努力。2006年11月，中華職棒年度台灣大賽冠軍La New熊在第二屆亞洲職棒大賽中，以3比2擊敗韓國職棒冠軍三星獅，僅負於北海道日本火腿鬥士，獲得職棒總亞軍。2008年11月，中華職棒年度台灣大賽冠軍統一7-ELEVEn獅隊在第四屆亞洲職棒大賽中，以10比4大勝韓國職棒冠軍SK飛龍，僅負於埼玉西武獅，為中華職棒拿到第2次亞洲職棒總亞軍。

### 挫敗、低靡與重振

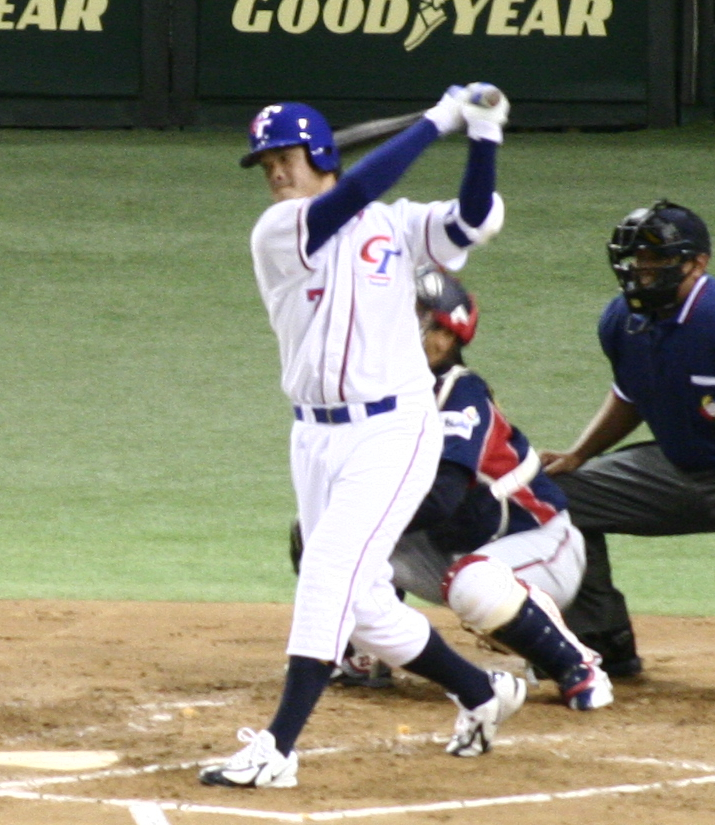
2006年世界棒球經典賽上，林智勝正於球場上揮棒打擊。

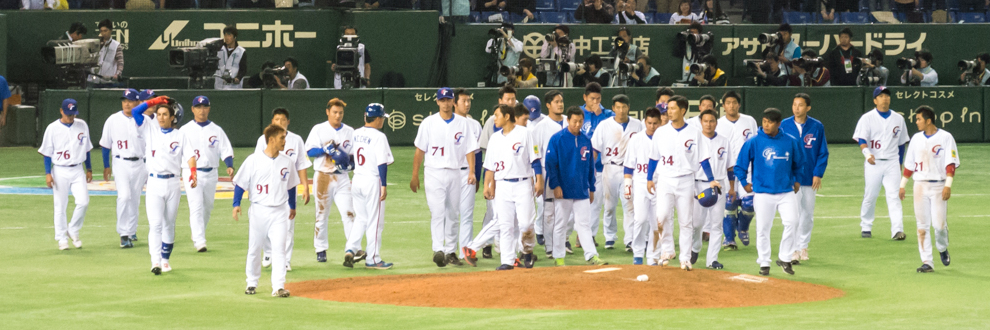
2013年世界棒球經典賽代表隊成員於八強複賽首戰對決日本隊。

2006年3月，在國際棒總與美國職棒大聯盟的通力合作下，第一屆世界棒球經典賽開打。結果中華隊在日本東京巨蛋舉行的A組預賽裡，先後敗給韓國隊與日本隊，雖然贏了中國隊，依然遭到淘汰。
同年9月，第十六屆洲際盃棒球賽在台灣台中洲際棒球場舉行，在地主優勢下，中華隊繼1983年之後，再度獲得季軍。而在11月底舉行的多哈亞運棒球賽裡，中華隊更上一層樓，以全勝戰績奪得金牌。
2008年8月15日，中華隊在北京奧運會棒球比賽中，以7比8遭中國隊逆轉，被認為是成軍以來最大的挫敗，同時自2012年倫敦奧運起，棒球不再是正式比賽項目，賽事發展全看美國臉色，國際地位也大打折扣。
2009年3月7日，世界棒球經典賽A組預賽，中華隊於敗組賽出戰中國隊，以1比4敗北，成為該屆賽事首支遭到淘汰的隊伍，也是在國際賽場上對中國隊的二連敗。值得注意的是，部份涉及1997年職棒簽賭弊案而被台灣棒壇永久開除的球員，如江泰權、廖敏雄、鄭百勝、郭建成等人，為謀生計，所以陸續前往語言相通的中國指導棒球，有評論認為這些「台灣經驗」對中國隊的成長有一定的貢獻。
接連兩次在重大比賽敗給向來被認為實力遠不及台灣的中國代表隊，這個打擊在視棒球為「國球」的台灣內部掀起一片絕望與檢討的浪潮，其強烈程度甚至被以「國恥」來形容，並促使民間重新反思「獨尊棒球」所帶來的危害，進而使舉重、跆拳道、網球等二線項目逐步獲得重視，走向「百花齊放」的發展現況。
而為提振低迷的棒球運動市場，時任行政院院長劉兆玄提出縣、市政府成立業餘成棒隊的構想。2009年5月，中華民國棒球協會已審查通過台北市成棒隊、台北縣成棒隊、桃園航空城棒球隊及台中市威達超舜棒球隊等4支球隊的登錄。於9月份舉辦「第一屆全國社會甲組棒球城市對抗賽」，作為社會人球隊的年度大賽，也希望藉此吸引更多企業投入社會甲組，並帶動台灣業餘棒球的發展。後來崇越科技棒球隊、台東縣紅珊瑚成棒隊陸續成立，社會棒球隊在2011年時達9支。
2012年3月12日，曾任東吳大學、逢甲大學校長的黃鎮台接任中華職棒會長，其在第一年就催生了亞洲冬季棒球聯盟，化解牛隊解散危機。並拋出邀請古巴打季賽、成立第5隊等議題，將中華職棒帶入一個全新的紀元。
2012年12月，由中職主辦的亞洲冬季棒球聯盟舉行首屆賽事，日後亦成為常態性的跨國職棒冬季聯盟。
2013年3月，臺灣參加第三屆世界棒球經典賽，其中知名旅外球星王建民、郭泓志、陽岱鋼等皆披上國家隊戰袍，台灣也在預賽中以分組第一姿態晉級複賽，其中台韓大戰時，電視平均收視12.17，複賽的台日大戰負責轉播的有線體育頻道以及無線台，合計平均收視率達15.3，收視率最高點更達到24.8，最終台灣獲得第8名，世界排名由第5上升為第4，僅次於古巴、美國和日本，此次國際賽為台灣棒球近代重要轉捩點，並重新帶動國人棒球熱。
2013年3月，在美國職棒大聯盟生涯累計555轟的超級大咖洋將曼尼來臺，掀起一股「曼尼旋風」，一併帶動中職票房復甦。
2014年1月28日，台南市成棒隊舉行首次球員招考，共吸引89人報名參加，並錄取21名球員。
2014年4月10日，爆米花夏季棒球聯盟宣布成立，除第一屆大量招募洋將外，之後改為類似甲組春季聯賽之形式辦理。
2014年11月16日，臺灣參加第一屆U-21世界盃棒球賽（後改制為U-23世界盃棒球賽），於決賽中以9比0的大比分力克複賽曾輸球的日本隊，獲得冠軍。本屆賽事也是中華隊首次於WBSC認證的世界性成棒層級賽事奪冠，創下歷史紀錄。
2015年7月11日，光州世大運棒球項目，中華隊晉級金牌戰，惟天候不佳使金牌戰因雨取消，大會宣布由中華、日本並列金牌，此為成棒代表隊首次於「世界性綜合運動賽會」中奪得金牌，相當具有歷史意義。
2017年臺北世大運棒球項目，中華隊首戰以4比3一分之差不敵法國隊，為台灣棒球史上首度輸給法國隊。
2019年5月13日，解散多年的味全龍隊向中華職棒常務理事會申請加盟通過，正式重返中職，且也為中職睽違多年的再度增隊。
2019年11月12日，2019年世界棒球12強賽的複賽，中華隊在日本千葉海洋球場對決南韓隊，台灣以7比0擊敗南韓，創下臺灣首次在頂尖賽事完封南韓，也是首次完封南韓全職棒球員隊伍。

### 2020年代的復興

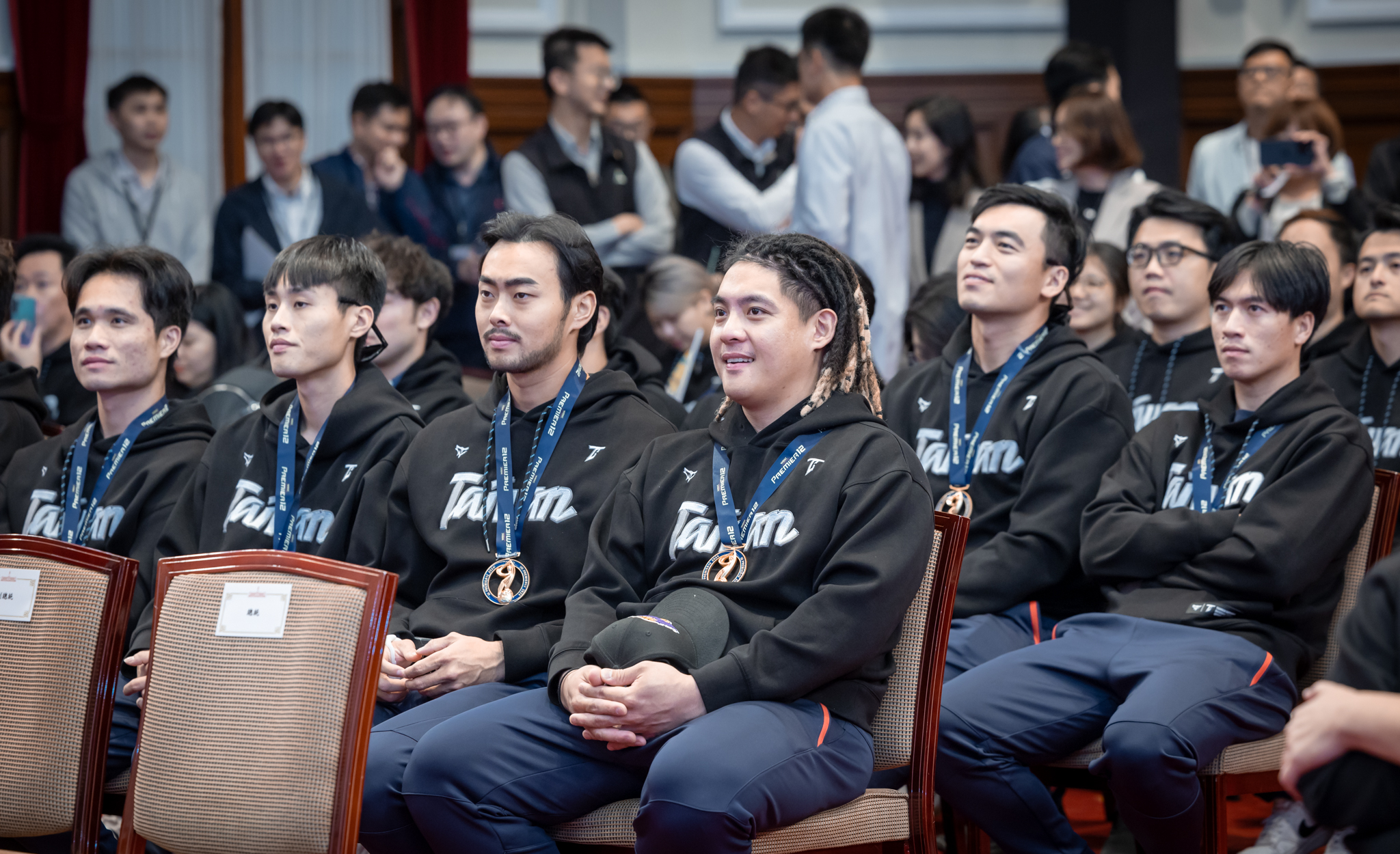
2024年世界棒球12強賽代表隊成員奪冠後於總統府接受表揚。

啦啦隊在此時在各球隊間逐漸蔚為風行，也逐漸形成了獨特的「台式應援」。知名的啦啦隊員能讓更多人願意買票入場，李多慧等外國啦啦隊員在台灣的成功也讓更多外籍啦啦隊員來台灣發展。
2020年，經過屏東縣政府籌備多年，屏東紅尾成棒隊正式成軍，為台灣業餘甲組第10支棒球隊。
2022年1月，台灣鋼鐵集團正式拜會中華職棒。2月25日，中職發布將由台灣鋼鐵集團成立第6隊，中華職棒來到6支職業棒球隊規模，且2024年後6支球團將皆設有完整一、二軍制度，共計12支球隊超過以往中職7隊加那魯灣4隊規模（當時皆未設立二軍），將創造台灣棒球新的榮景。
2022年9月19日，由列特博生技成立列特博甲組社會隊，讓國內社會隊甲組規模增加至11隊。
2022年，中華隊於世界棒壘球聯盟舉辦的U-12、U-15、U-18、U-23和五人制棒球世界盃等各級世界盃皆得取前三名，刷新台灣棒球史新紀錄。
臺北大巨蛋在2023年完工，是台灣第一座室內棒球場。該場館首場國際賽事為2023年亞洲棒球錦標賽南韓對上中華隊，最終中華隊以4比0獲得大巨蛋歷史首勝。由於大巨蛋的啟用及台鋼雄鷹正式參與一軍賽事帶來的人氣，中華職棒於2024年球季編號第277場次的比賽，首度達成單一賽季進場人次突破200萬人次，創下票房的新紀錄。
2024年球季中職編號第340、343場例行賽是中信兄弟球員周思齊的引退賽事。在這兩場比賽中，台北大巨蛋連續2日進場人數達4萬名，合計進場人數達8萬人，皆創下國內運動賽事紀錄。
2024年11月18日，中華代表隊成員在臺北大巨蛋舉辦的世界棒球12強賽預賽中，以2比0力退古巴，首度在國際頂尖賽事完封古巴，也是繼2015年世界棒球12強賽後，連續兩次在世界棒球12強賽扳倒古巴；且團員們從賽前不被看好到取得預賽4勝1負成績挺進東京複賽，最終在11月24日決賽冠軍戰以4比0擊敗日本隊；這是台灣首次稱霸12強賽，也是首次在世界棒壘球總會認證的頂尖國際賽事（另外2個為奧運和世界棒球經典賽）贏得總冠軍，同時也中斷日本在國際一級賽事的27連勝、首次完封日本全職業球員組成之隊伍，被譽為台灣棒球史新的一頁。

## 外部連結
- 台灣棒球史在台灣棒球維基館上的頁面（繁體中文）
- 台灣紅葉少棒真相 （页面存档备份，存于）
- 台灣棒球運動珍貴新聞檔案數位資料館（數位典藏國家型科技計畫－內容發展分項計畫） （页面存档备份，存于）